# Unterholz

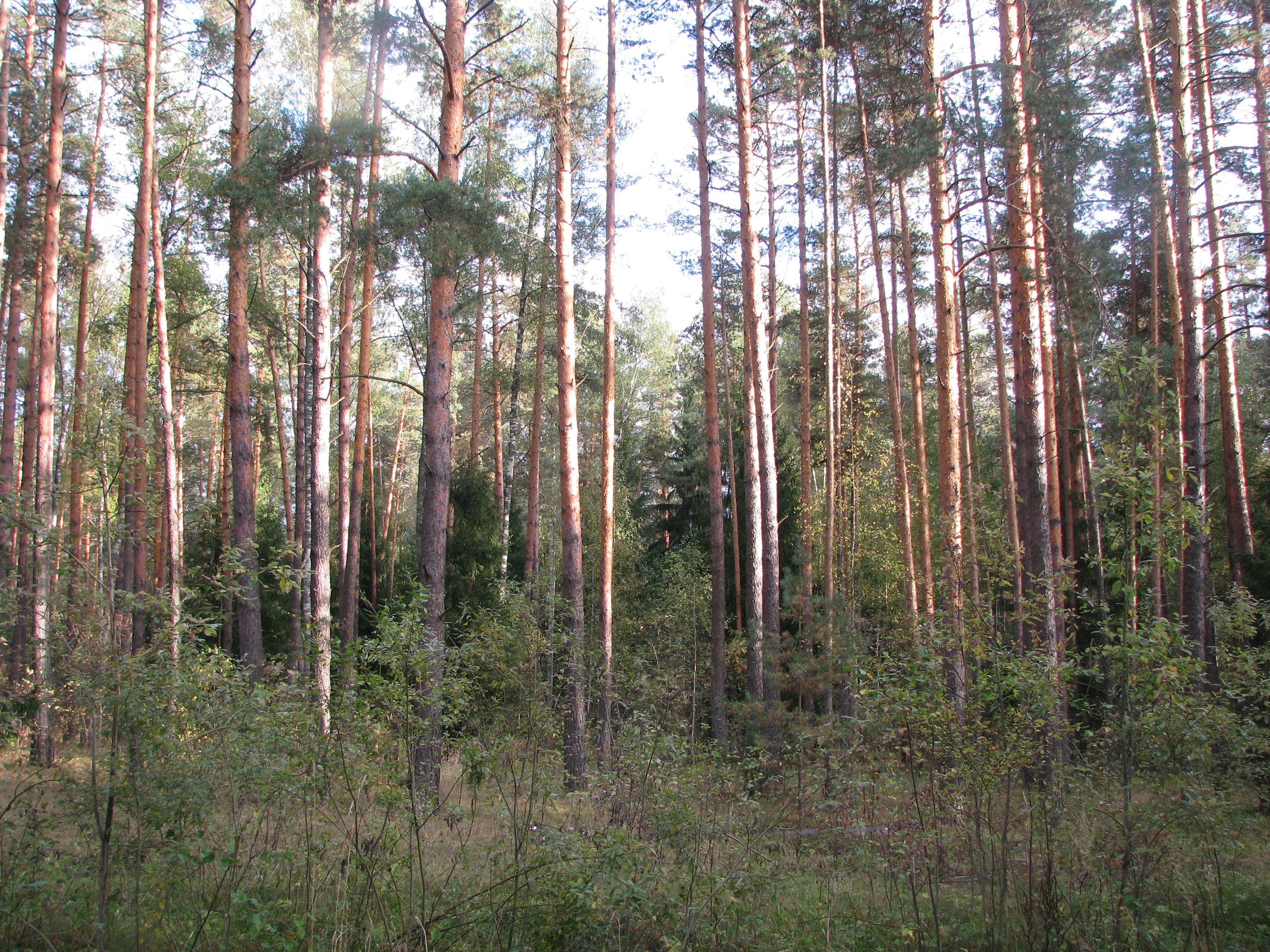
Unterholz

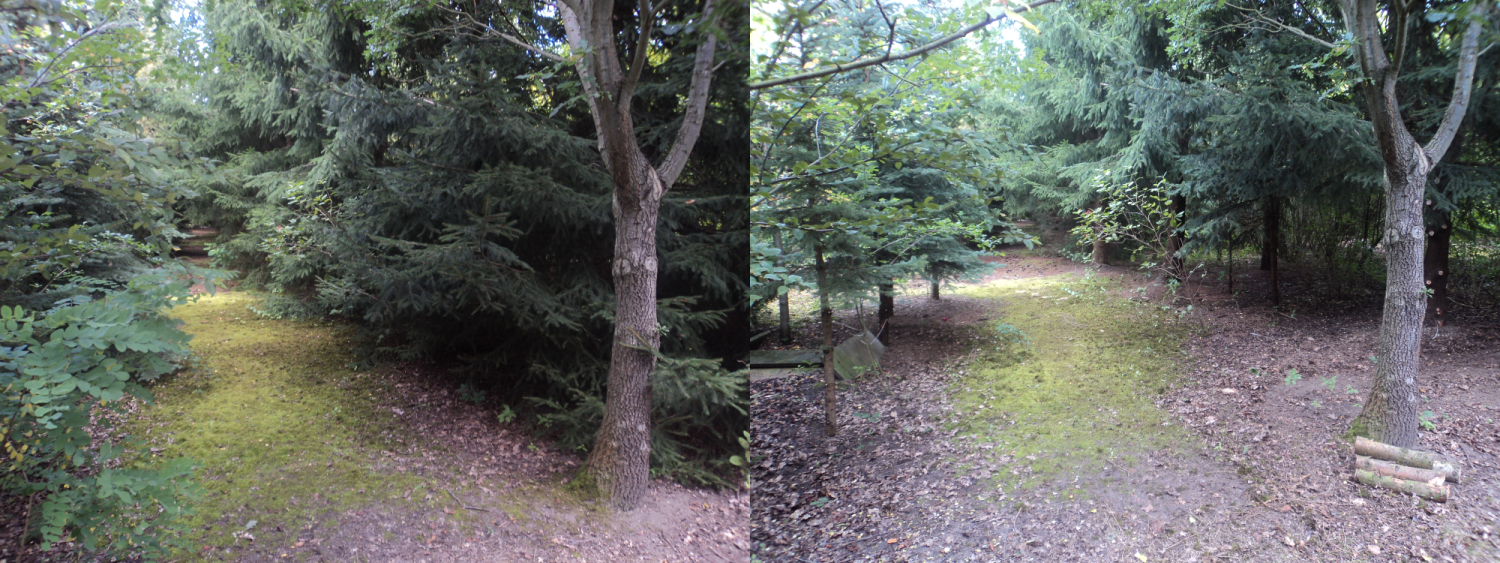
Bildvergleich – rechts: nach Entfernung des Unterholzes

Mit Unterholz bezeichnet man den Bewuchs von Wäldern unterhalb der Baumkronen. Es besteht meist aus Sträuchern oder kleinen Bäumen. Diese können angepflanzt sein, sich aber auch aus Wurzelausläufern, Stockausschlägen oder Samenanflug der älteren Bäume entwickelt haben. In manchen Nutzwäldern ist Unterholz unerwünscht, da es in Nahrungskonkurrenz zu den großen Bäumen steht und die Arbeit auf der Fläche (z. B. die Durchforstung, Holzernte oder Pflege der großen Bäume) behindert.
Heute wird jedoch immer öfter bewusst Verjüngung als Unterholz angepflanzt, da so die Sprösslinge im Schutz der alten Bäume heranwachsen können und kein Kahlschlag entsteht, wenn die alten Bäume geerntet werden. Auch aus ökologischen Gründen wird solch ein vielschichtiger Wald aus Unterholz und Oberholz gerne gesehen. 
Im Zuge eines naturnahen Waldbaus wird in Deutschland zunehmend eine natürliche Verjüngung des Altbestandes angestrebt. Dies spart den Aufwand für die Pflanzung oder Saat. Um dies zu erreichen, wird das Oberholz spätestens gegen Ende der Umtriebszeit aufgelichtet, d. h. ein Teil der Altbäume wird geerntet. So gelangt mehr Licht auf den Waldboden und die Samen der Altbäume können keimen und zum Unterholz heranwachsen. 
Die natürliche Verjüngung funktioniert jedoch nur, wenn auch der Wildverbiss durch eine verstärkte Jagd speziell auf Rehwild niedrig gehalten werden kann und der Altbestand mit fortschreitendem Wachstum des Unterholzes abgeräumt wird. 
Auch ergibt eine natürliche Verjüngung nur einen Sinn, wenn der Altbestand die gewünschten Bäume des zukünftigen Bestandes enthält. Soll dagegen ein Waldbestand umgewandelt werden, z. B. ein reiner Nadelwald in einen Laubwald oder Mischwald, so muss die Verjüngung, also das Unterholz künstlich eingebracht werden.
Eine andere Form des Unterholzes ist die „dienende Baumart“. Zur Hauptbaumart im Oberstand wird zu diesem Zweck eine Nebenbaumart im Unterstand hinzugefügt. Diese soll dann nicht die Nachfolge des Oberstandes antreten, sondern mit ihren Baumkronen den Stammraum der Hauptbaumart möglichst dunkel halten, damit sich keine Seitenäste bilden.
Klassische Fälle sind Bestände aus Furniereichen.